# Beaudry (metrostation)

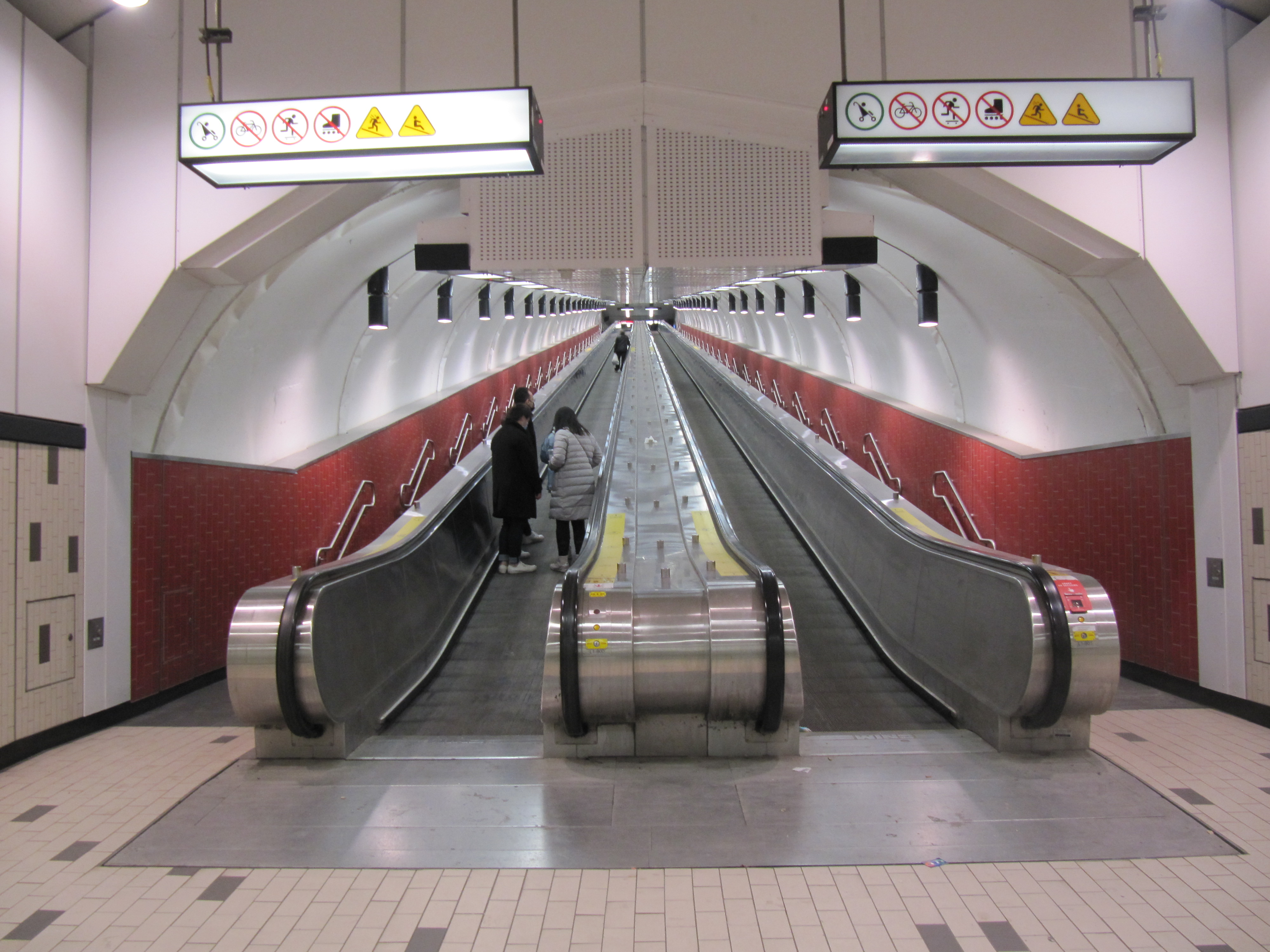
De loopband na renovatie

Beaudry is een metrostation in het arrondissement Ville-Marie van de Canadese stad Montréal in de provincie Québec. Het station werd geopend op 21 december 1966, iets meer dan twee maanden na de voltooiing van de groene lijn waarop het gelegen is. In 2019 gebruikten 803.769 vertrekkende reizigers het station, maar het is dat jaar wel meer dan vijf maanden voor moderniseringswerken gesloten geweest.
Het station is genaamd naar de rue Beaudry, die op haar beurt naar de vroegere landeigenaar verwijst.
Het sobere tunnelstation is ontworpen door architect Adalbert Niklewicz van de stad Montréal en heeft als bijzonderheid dat de onder de boulevard de Maisonneuve op een diepte van 25,9 meter gelegen perrons middels een 75 meter lange, hellende loopband met het toegangspaviljoen op de rue Sainte-Catherine verbonden zijn. Deze loopband is de enige toegang tot de perrons, en is ook de enige in het hele netwerk van de metro van Montréal, wat de Société de transport de Montréal (STM) in het verleden meermaals voor exploitatieproblemen heeft geplaatst. Het station Beaudry was aanvankelijk niet in de bouwplannen voor de metro voorzien, maar werd omwille van de grote afstand tussen Berri-UQAM (toen Berri-de-Montigny) en Papineau uiteindelijk toch gebouwd, waarbij de toegangshelling voor de vrachtwagens, die tijdens de bouwfase het grondverzet hadden uitgevoerd, als toegang voor de reizigers werd ingericht.
Van omstreeks 1999 tot 2019 werden, in verschillende fasen, meerdere renovatiewerken uitgevoerd, waarvoor het station trouwens enige tijd volledig gesloten is geweest. Het nieuwe toegangsgebouw (1999) is ontworpen door het architectenkantoor Béïque Legault Thuot (BLTA). Boven de toegangsdeuren staan zes gekleurde aluminiummasten, naar een ontwerp van Jacques Thibault van het team BLTA, die verwijzen naar de regenboogvlag, als hommage aan de belangrijke lgbt-gemeenschap van Montréal, die met name in de omgeving van station Beaudry sterk aanwezig is.